# دستگاه لیمبیک
دستگاه لیمبیک یا دستگاه کناره‌ای (به آن Paleomammalian Cortex، به معنای قشر باستانی پستانداران هم می‌گویند)، مجموعه‌ای از ساختارهای مغزی واقع در هردو سمت تالاموس، بلافاصله زیر لوب گیجگاهی داخلی مخ است که عمدتاً در مغز قدامی قرار گرفته‌اند.
این دستگاه، از انواع عملکردها چون هیجان، رفتار، حافظه بلند-مدت پشتیبانی می‌کند و بر خلاف باور عموم از حس بویایی پشتیبانی نمیکند. زندگی هیجانی، عمدتاً در سامانه لیمبیک جا داده شده و در تشکیل حافظه نقش عمده ای دارد.
دستگاه لیمبیک که ساختاری کهن به حساب می‌آید (از نظر تاریخ تکاملی-تکوینی)، در پردازش احساسات رتبه پایین از ورودی دستگاه حسی درگیر بوده، و شامل این مؤلفه‌هاست: کامپلکس هسته آمیگدالی، اجسام پستانی، استریا مدولاریس، هسته‌های مرکزی خاکستری، پشتی و شکمی گودن. این اطلاعات پردازش یافته اغلب به گردایه ای از ساختارها در تلنسفال، دیانسفال، و مزنسفال مخ رله (بازارسال) می‌شوند، ساختارهای یادشده شامل این موارداند: قشر پرفرانتال، شکنج کمربندی، تالاموس کناره‌ای، هیپوکامپ شامل شکنج پاراهیپوکامپی و سوبیکولوم، نوکلئوس اکومبنز (لیمبیک مخطط)، هیپوتالاموس قدامی، ناحیه تگمنتال شکمی، هسته رافه میان مغز، رابط هابنولایی، قشر انتورتینال و پیاز بویایی.